# 迪克斯蒙特 (緬因州)
迪克斯蒙特（英語：Dixmont）是一個位於美國緬因州佩諾布斯科特縣的鎮。

## 人口
根據2020年美國人口普查的數據，迪克斯蒙特的面積為94.35平方千米，當中陸地面積為93.99平方千米，而水域面積為0.36平方千米。當地共有人口1211人，而人口密度為每平方千米13人。